# Heinz Börner (Mediziner)
Heinz Ernst Börner (* 5. Januar 1935 in Roßbach im Landkreis Merseburg; † 4. September 2024 in Biestow) war ein deutscher Mediziner und Hochschullehrer.

## Leben

### Familie
Heinz Börner war der Sohn von Walter Börner und dessen Ehefrau Frieda (geb. Schauer).
Er war verheiratet und hatte zwei Kinder.

### Werdegang
Heinz Börner besuchte von 1941 bis 1949 die Grundschule in Roßbach und wechselte anschließend zur Goethe-Oberschule (siehe Goethegymnasium Weißenfels) in Weißenfels, wo er 1953 das Abitur ablegte. Im selben Jahr begann er sein Medizinstudium an der Universität Rostock, das er 1958 mit dem medizinischen Staatsexamen abschloss.
Seine berufliche Laufbahn begann Börner im öffentlichen Gesundheitswesen. Von 1959 bis 1961 arbeitete er im Kreiskrankenhaus in Bergen auf Rügen in verschiedenen medizinischen Bereichen, darunter Innere Medizin, Chirurgie, Gynäkologie und Pädiatrie. Zudem war er für acht Monate eigenverantwortlich in einer Arztpraxis in Garz/Rügen tätig. Er promovierte 1959 mit seiner Arbeit Chylomikronenstudien bei Kindern zum Dr. med.
In den Jahren von 1961 bis 1966 absolvierte Börner seine Facharztausbildung für Innere Medizin an der Medizinischen Universitäts-Poliklinik Rostock unter der Leitung von Direktor Harald Dutz und Alfred Kaeding (1919–1985). 1966 erlangte er den Facharzttitel und wurde kommissarischer Oberarzt, bevor er 1967 zum Oberarzt und Leiter der Ambulanz der Klinik ernannt wurde. 1968 erwarb er zusätzlich den Titel Zweitfacharzt für Lungenkrankheiten und nahm an mehrmonatigen Hospitationen in renommierten Heilstätten teil, unter anderem in der Heilstätte Zschadraß (siehe Fachkrankenhaus für Psychiatrie, Psychotherapie und Neurologie).
Ab 1969 war er Mitglied der nephrologischen Arbeitsgruppe der Klinik und übernahm von 1969 bis 1973 die Stellung des stellvertretenden Klinikdirektors für medizinische Betreuung. Zwischen 1972 und 1974 absolvierte er ein Hochschulpädagogisches Zusatzstudium. Von 1974 bis 1979 leitete er die Abteilung für poliklinische Diagnostik der Klinik und Poliklinik für Innere Medizin an der Universität Rostock. In dieser Zeit habilitierte er sich 1976 mit seiner Arbeit Untersuchungen zur Plasma-Renin-Aktivität (PRA) unter besonderer Berücksichtigung der Reninregulation. Experimenteller und klinischer Beitrag zum Dr. sc. med. (Innere Medizin) und es wurde ihm 1978 die Subspezialisierung in Nephrologie zuerkannt.
Von 1972 bis 1970 war er Gruppenleiter im Forschungsprojekt Chronische Niereninsuffizienz und arbeitete von 1993 bis zu seiner Emeritierung am Forschungsprojekt Interdisziplinäre Längsschnittstudie des Erwachsenenalters (ILSE) des Deutschen Zentrums für Alternsforschung an der Universität Heidelberg mit.
Heinz Börner veröffentlichte zahlreiche Artikel in medizinischen Journalen und Fachzeitschriften, was seine Rolle in der medizinischen Gemeinschaft unterstrich.
In der akademischen Selbstverwaltung war er als Vorsitzender der Bibliothekskommission der Medizinischen Fakultät der Universität Rostock tätig.
Seine akademische Laufbahn setzte er von 1979 bis 1995 als Hochschuldozent an der Universität Rostock fort, wo er ab 1992 und ab 1993 die Titel Dozent und Privatdozent erlangte. Gleichzeitig war er zwischen 1980 und 1990 nebenamtlicher Leiter der Bezirksstelle für Lungenkrankheiten und Tuberkulose des Bezirks Rostock sowie beratender Arzt des Bezirksarztes. 1992 initiierte er den Aufbau des Lehrgebiets „Allgemeinmedizin“ an der Universität Rostock und übernahm von 1994 bis 2000 die Leitung dieses Lehrgebiets. 1995 wurde er außerplanmäßiger Professor für Innere Medizin.
2000 erfolgte seine Emeritierung.

## Ehrungen und Auszeichnungen
Heinz Börner erhielt 1973 den Universitäts-Preis für medizinische Betreuung und 1982 eine Ehrenurkunde und Medaille anlässlich des 100. Jahrestages der Entdeckung des Tuberkelbakteriums.

## Schriften (Auswahl)
- Chylomikronenstudien bei Kindern. 1959.
- Der Wert der Spirographie für die Diagnose des Lungenemphysems. In: Zeitschrift für die gesamte innere Medizin und ihre Grenzgebiete, Band 19. 1964. S. 49.
- Das Renin-Angiotensin (Aldosteron-) System - Klinische Aspekte (Übersichtsarbeit). In: Zeitschrift für die gesamte innere Medizin und ihre Grenzgebiete, Band 28. 1973. S. 757.
- Untersuchungen zur Plasma-Renin-Aktivität (PRA) unter besonderer Berücksichtigung der Reninregulation. Experimenteller und klinischer Beitrag. 1976.
- Experimentelle Untersuchungen zur Osmotherapie beim akuten Nierenversagen unter besonderer Berücksichtigung der Plasma-Renin-Aktivität. In: 2. Donausymposium für Nephrologie, Budapest, 1977. Hrsg.: Bruno Watschinger. Verlag Carl Bindernagel, Friedberg, 1978. S. 290.
- The pathogenesis of acute noninflammatory renal failure. In: Nephron, Band 25. 1980. S. 261.
- Akutes postoperatives Nierenversagen; neuester Stand (Übersicht). In: Zentralblatt für Chirurgie, Band 106. 1981. S. 1113.
- Manuelle Therapie in der Komplextherapie von Infarktpatienten. In: Manuelle Medizin, Band 31. 1993. S. 115.